# Березовчук Андрій Володимирович
Андрій Володимирович Березовчук (нар. 16 квітня 1981, Миколаїв) — колишній український футболіст, центральний захисник. Тренер категорії PRO, А, В, С. Головний тренер «Вовчанськ».

## Біографія
Вихованець миколаївського футболу. Професійну кар'єру розпочав у 1998 році в СК «Миколаїв», за який виступав три з половиною сезони, після чого виступав за три харківські клуби — «Арсенал», «Металіст» і ФК «Харків» (був капітаном команди), донецький «Металург». У грудні 2008 року повернувся в «Металіст», підписавши з командою контракт на три з половиною роки.
У квітні 2015 р. оголосив про завершення кар'єри гравця.
Срібний призер Чемпіонату України з футболу: 2012/13 років.
П'ятикратний Бронзовий призер Чемпіонату України з футболу: 2008/09 років, 2009/10 років, 2010/11 років, 2011/12 років, 2013/14 років.
Чвертьфіналіст Ліги Європи УЄФА: 2011/12 рр.
30 жовтня 2015 року завершив навчання і став володарем тренерської ліцензії трьох категорій — А, В і С. У травні 2017 року Андрій Березовчук прийняв під керівництво аматорський ФК «Вовчанськ», з яким у 2018 році виграв першість Харківської області.